# Butroe
Butroe (baskiska: Butroe ibaia) är ett vattendrag i Spanien.   Det ligger i regionen Baskien, i den norra delen av landet, 300 km norr om huvudstaden Madrid.